# Griburius scutellaris
Griburius scutellaris är en skalbaggsart som först beskrevs av Fabricius 1801.  Griburius scutellaris ingår i släktet Griburius och familjen bladbaggar. Inga underarter finns listade i Catalogue of Life.